# Ален (Варендорф)
Ален (њем. Ahlen) град је у њемачкој савезној држави Северна Рајна-Вестфалија. Једно је од 13 општинских средишта округа Варендорф. Према процјени из 2010. у граду је живјело 53.877 становника. Посједује регионалну шифру (AGS) 5570004, NUTS (DEA38) и LOCODE (DE AHL) код.

## Географија
Ален се налази у савезној држави Северна Рајна-Вестфалија у округу Варендорф. Град се налази на надморској висини од 80 метара. Површина општине износи 123,1 km².

## Становништво
У самом граду је, према процјени из 2010. године, живјело 53.877 становника. Просјечна густина становништва износи 438 становника/km².

## Међународна сарадња
| Мјесто      | Држава     | Врста сарадње | Од    |
| ----------- | ---------- | ------------- | ----- |
| Дифердинген | Луксембург | партнерство   | 1982. |
| Извор       |            |               |       |